# تولگا چویک
تولگا چویک (به ترکی استانبولی: Tolga Çevik) (زادهٔ ۱۲ مه ۱۹۷۴ کمدین و بازیگر اهل ترکیه است.

## زندگی شخصی
تولگا چِویک در ۱۲ مه ۱۹۷۴ در استانبول به دنیا آمد. چویک پس از فارغ التحصیلی از دبستان بهاریه، دوره راهنمایی و دبیرستان را در دبیرستان خصوصی دوغوش به پایان رساند و برای اولین بار در این مدرسه به تحصیل در رشته تئاتر پرداخت. او در مسابقات دبیرستان جوایز بهترین بازیگر مرد را دریافت کرد. پس از ناکامی در امتحان کنسرواتوار دولتی دانشگاه استانبول، به تئاتری به نام بازیگران(هنرمندان) یدی تپه پیوست. در سال ۱۹۹۶ از دپارتمان بازیگری دانشگاه ایالتی میسوری مرکزی فارغ التحصیل شد و در طی تحصیلات خود از هنرپیشه مشهور آمریکایی رابین ویلیامز آموزش دید. 
او بین سال های ۲۰۱۷–۲۰۱۸ در برنامه TOLGSHOW شرکت کرد و تور TOLGSHOW را برگزار کرد.
تولگا چِویک در سال ۲۰۰۴ با خواهر هنرپیشه معروف جم ییلماز ازدواج کرده و حاصل آن یک پسر  بنام تان و یک دختر بنام تونا می‌باشد .

## جوایز
- برنده بهترین شو من در سال ٢٠٠٩ بازی در خانه خنده
- برنده بهترین کمدین در سال ٢٠١٠ بازی در خانه خنده
- برنده بهترین شو من در سال ۲۰۱۴ بازی در دوستم خوش اومدی

## فیلم شناسی
- کوچک ٢٠٠٠
- هرکس در خانه خود ٢٠٠٠
- کارهای مخفی ٢٠٠٥
- تو کی هستی ؟ ٢٠١٢
- مدیرم از من کار میکشد ٢٠١٤
- تو همه چیز من هستی ٢٠١٦

## تئاتر
- خانه خنده ٢٠٠٧-٢٠١٤
- دوستم خوش آمدی ٢٠١٤-٢٠١٥
- مدیر چیکار کردی؟ ٢٠١٦-٢٠١٧